# Хотобужи
Хотобужи — деревня без постоянного населения в Батецком муниципальном районе Новгородской области, относится к Мойкинскому сельскому поселению.
Деревня расположена в 6 км к востоку от реки Луга, в 2 км юго-восточнее деревни Огурково.

## История
Упоминается в писцовых книгах Шелонской пятины 1498 года как Хотубожи и Хотубожи Другая Сабельского погоста, вероятно, Хотубожи Другая — это нынешнее Огурково, так как в писцовых книгах 1571 года, причём рядом, значится деревня с названием Хотобужцы-Огурково. В Новгородской губернии деревня была приписана к Самокражской волости Новгородского уезда.
С приходом Советской власти в Самокражской волости Новгородского уезда был образован Хотобужский сельсовет с центром в Хотобужах. По переписи 1926 года население деревни составляло 165 человек. С 1927 года деревня и сельсовет в составе вновь образованного Черновского района Новгородского округа Ленинградской области. С 31 октября 1928 года Хотобужский сельсовет был упразднён, и Хотобужи вошли в состав Воронинского сельсовета Черновского района. 30 июля 1930 года Новгородский округ был упразднён. С 1 сентября 1931 года, после упразднения Черновского района, деревня в составе Воронинского сельсовета Батецкого района. С августа 1941 года по январь 1944 года деревня была оккупирована немецко-фашистскими войсками. С лета 1944 года Воронинский сельсовет Батецкого района в составе новообразованной Новгородской области.